# Vicia sativa
Vicia sativa é uma espécie de planta com flor pertencente à família Fabaceae. 
A autoridade científica da espécie é L., tendo sido publicada em Species Plantarum 2: 736. 1753.

## Portugal
Trata-se de uma espécie presente no território português, nomeadamente os seguintes táxones infraespecíficos:
- Vicia sativa subsp. sativa - presente em Portugal Continental e no Arquipélago dos Açores. Em termos de naturalidade é nativa de Portugal Continental e introduzida no Arquipélago dos Açores. Não se encontra protegida por legislação portuguesa ou da Comunidade Europeia.

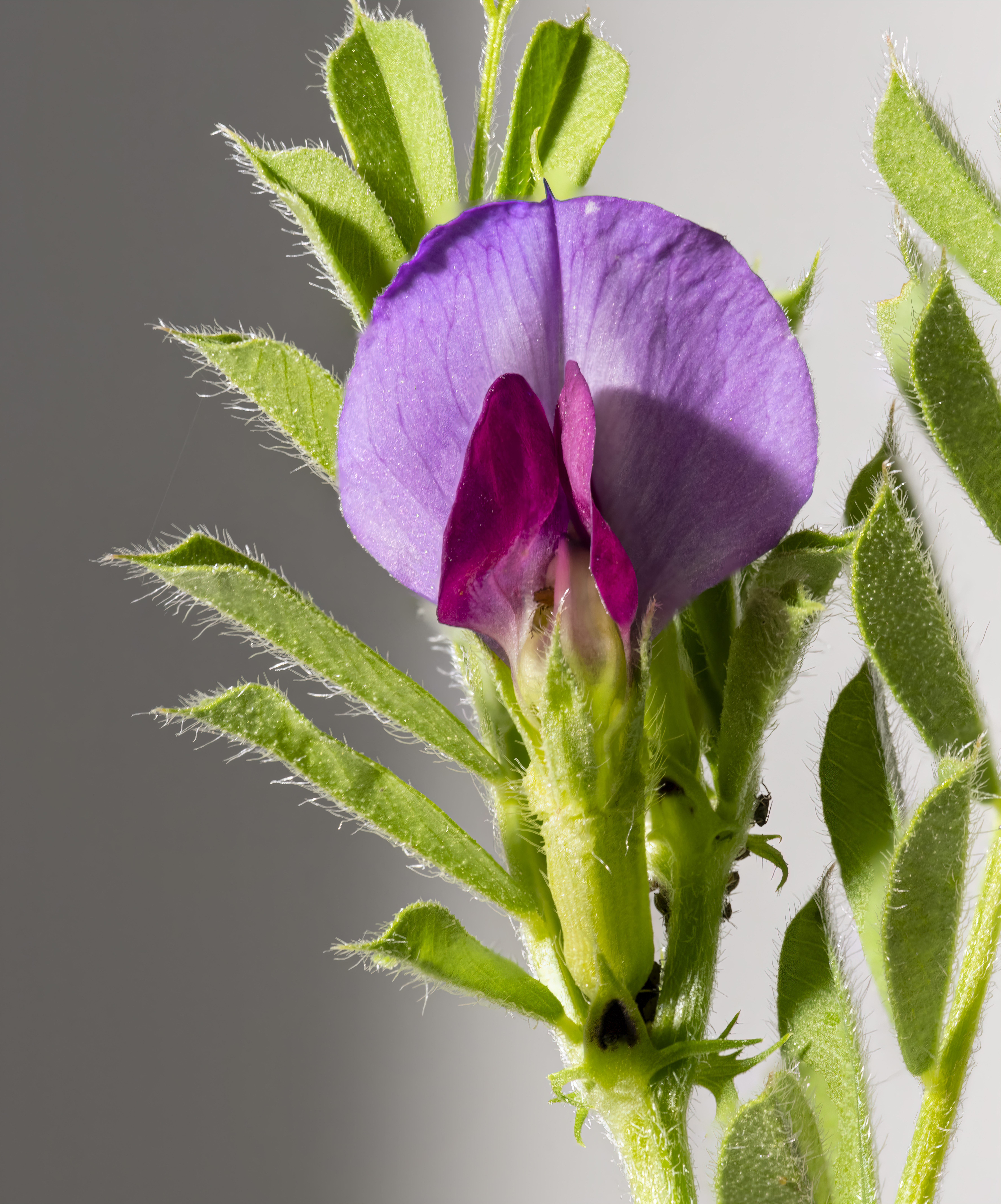
Flor comum.
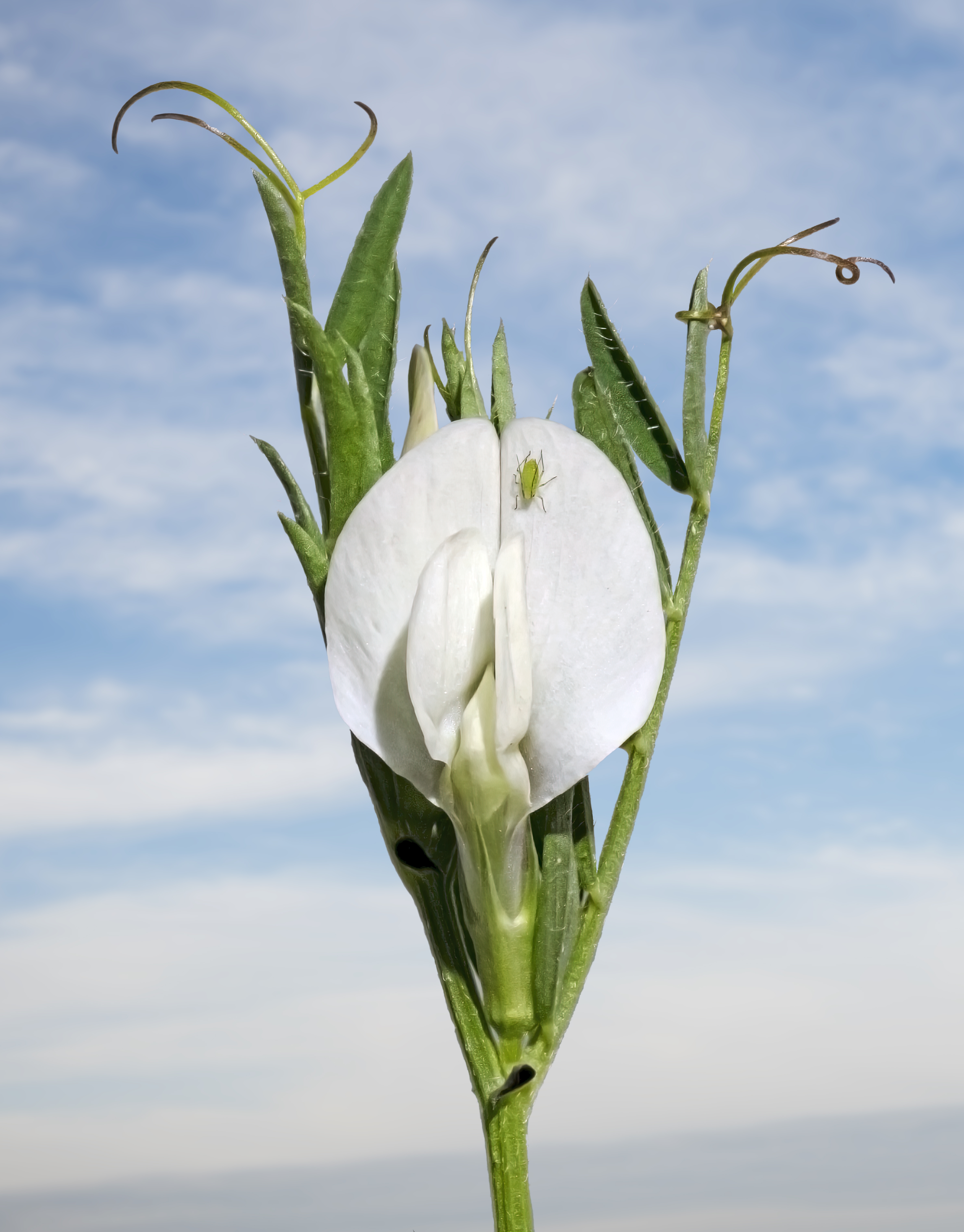
Flor branca mais rara.
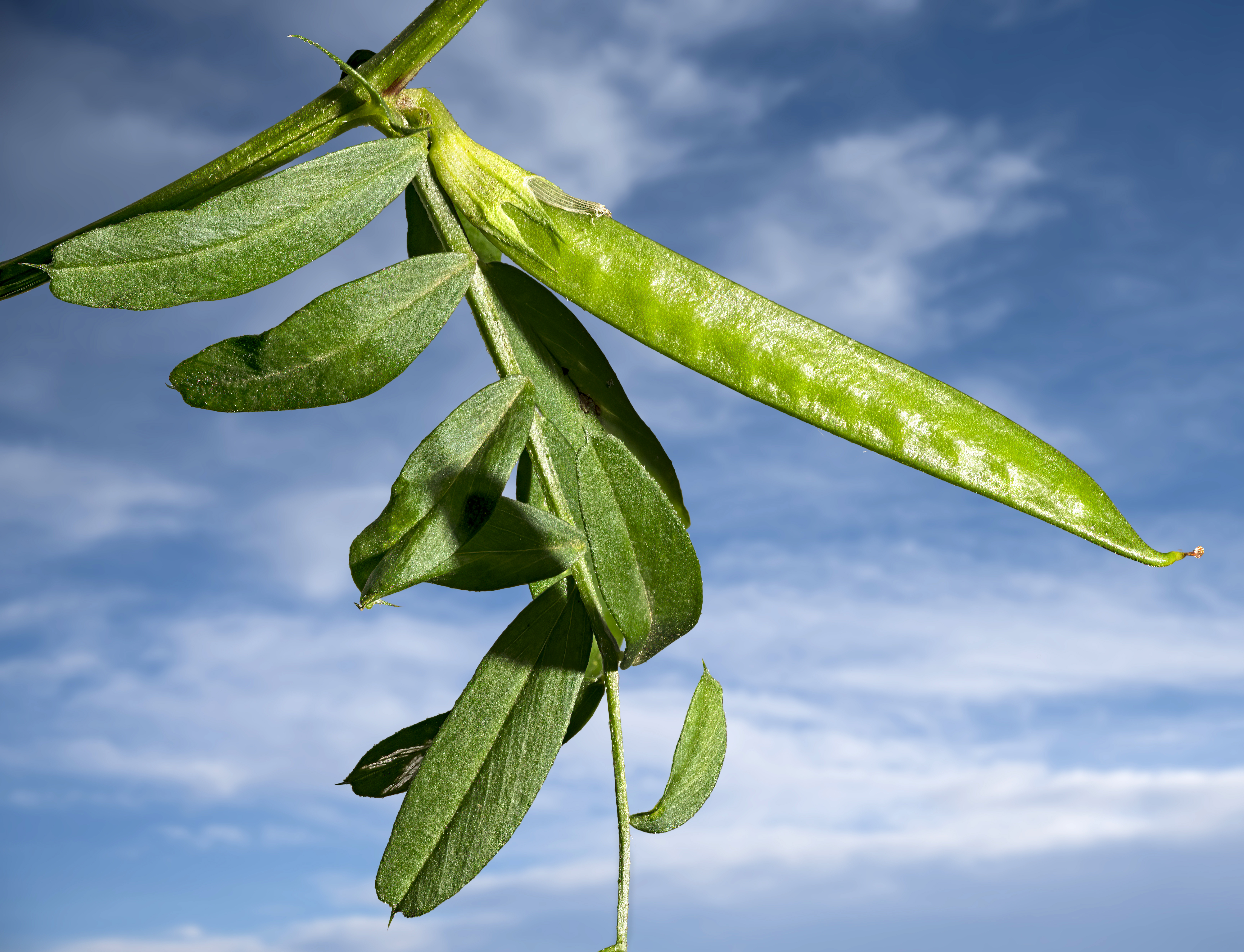
Fruta imatura